# جيمس إم. هانكس
جيمس إم. هانكس هو قاضي ومحامي وسياسي أمريكي، ولد في 12 فبراير 1833 في Helena, Arkansas ‏ في الولايات المتحدة، وتوفي بنفس المكان في 24 مايو 1909. نشط حزبياً في الحزب الديمقراطي. وقد انتخب عضو مجلس النواب الأمريكي ‏.